# Crocs
Crocs Inc. is een Amerikaans bedrijf dat in 2002 werd opgericht door Lyndon Hanson, Scott Seamans en George Boedecker en was bedoeld om lichtgewicht plastic schoenen te maken. Oorspronkelijk waren de schoenen bedoeld als buitenschoenen vanwege het anti-slipeffect. Crocs introduceerde het eerste model, de Crocs Beach, in november 2002 tijdens de Fort Lauderdale Boat Show. Het bedrijf was vanaf 2006 enige jaren de officiële sponsor van de Association of Volleyball Professionals Tour.
In 2014 kondigde het bedrijf een grote reorganisatie aan.